# Équipe d'Albanie masculine de handball
Dernière mise à jour : 28 octobre 2019.
L'équipe d'Albanie masculine de handball est la sélection nationale représentant l'Albanie dans les compétitions internationales masculines de handball.

## Histoire
En 2015, La sélection albanaise participe à la première édition du Championnat des Pays émergents. Organisé chez le voisin kosovar, l'Albanie se retrouve dans le groupe B, composé de l'Estonie, du Cameroun et de la Grande-Bretagne. Avec trois défaites et 164 buts encaissés, l'Albanie termine bon dernier de sa poule. Reversé dans le tournoi pour la neuvième place, la sélection est éliminée par l'Australie, 30 à 22. Dès lors, l'Albanie a du batailler dans le tournoi pour la treizième place : vainqueur de l'Arménie sur le score de 37 à 26, la sélection albanaise est cependant battue par l'Irlande 29 à 33 et termine donc à la quatorzième place.

## Palmarès
Jeux olympiques
aucune qualification
Championnat du monde
aucune qualification
Championnat d'Europe
aucune qualification
Championnat des Pays émergents
- 2015 : 14e place
- 2017 : 15e place
- 2019 : non participant